# Jonathan Mayhew Wainwright IV
Pour les articles homonymes, voir Wainwright et Mayhew.
Jonathan Mayhew Wainwright IV dit « Skinny » (né le 23 août 1883, mort le 2 septembre 1953) était un général américain au commandement des forces alliées aux Philippines lors de l'invasion de l'archipel par le Japon durant la Seconde Guerre mondiale.
Il fut le prisonnier de guerre américain le plus haut gradé de toute la guerre et resta détenu entre juin 1942 et août 1945 au nord de Luçon. Wainwright, encore très maigre, se trouvait sur l'USS Missouri lors de la signature des actes de capitulation du Japon, le 2 septembre 1945.

## Début de carrière
Wainwright naquit à Fort Walla Walla dans l'État de Washington. Il était le fils de Robert Powell Page Wainwright, un officier de l'armée des États-Unis à la tête d'un escadron qui avait pris part à la bataille de Santiago de Cuba durant la guerre hispano-américaine. Wainwright sortit diplômé de la Highland Park High School en 1901 et s'inscrit à West Point où il termina ses études militaires en 1906. Il fut affecté à la cavalerie. De 1906 à 1908, il fit partie de 1er régiment de cavalerie des États-Unis au Texas. Entre 1908 et 1910, il fut envoyé aux Philippines au moment de la rébellion Moro à Jolo. En 1916, Wainwright fut promu capitaine après son diplôme obtenu à la Mounted Service School à Fort Riley dans le Kansas. En 1917, il fut intégré au sein de l'état-major du premier camp d'entraînement pour officiers à Plattsburgh.

## Première Guerre mondiale
En février 1918, Wainwright fut envoyé en France alors que la Première Guerre mondiale arrivait dans sa phase finale. En juin, il devint assistant de l'état-major de la 82e division d'infanterie avec laquelle il participa à la bataille de Saint-Mihiel et l'offensive Meuse-Argonne. Avec un grade temporaire de lieutenant-colonel, il fut assigné à des tâches d'occupation de l'Allemagne avec la 3e armée dans la région de Coblence d'octobre 1918 jusqu'en 1920. Il fut ensuite rétrogradé au rang de capitaine puis reçut le grade de major.

## Entre deux-guerres
Après une année passée à la Cavalry School de Fort Riley en tant qu'instructeur, Wainwright servit au sein de l'état-major général de 1921 à 1923. Les deux années suivantes, il fut rattaché au 3e régiment de cavalerie de Fort Myer en Virginie. En 1929, il retrouva son rang de lieutenant-colonel et continua sa formation dans la Command and General Staff School de Fort Leavenworth au Kansas (1931) et à l'Army War College (1934). Wainwright continua son ascension dans la hiérarchie avec un grade de colonel en 1935 qui lui permit d'accéder au rang de commandant de la 3e cavalerie jusqu'en 1938. Il fut ensuite promu brigadier-général à la tête du 1er régiment de cavalerie basé à Fort Clark au Texas.

## Seconde Guerre mondiale
En septembre 1940, Wainwright devint temporairement major général et retourna aux Philippines en décembre en qualité de commandant du département des Philippines. Sous les ordres de Douglas MacArthur, Wainwright était responsable de la résistance à l'invasion japonaise lors de la bataille des Philippines qui débuta en décembre 1941. Les forces alliées s'étaient retirées du golfe de Lingayen où les Japonais avaient établi une tête de pont, pour se repositionner dans la péninsule de Bataan et Corregidor en janvier 1942. Ils pouvaient ainsi encore protéger la baie de Manille.

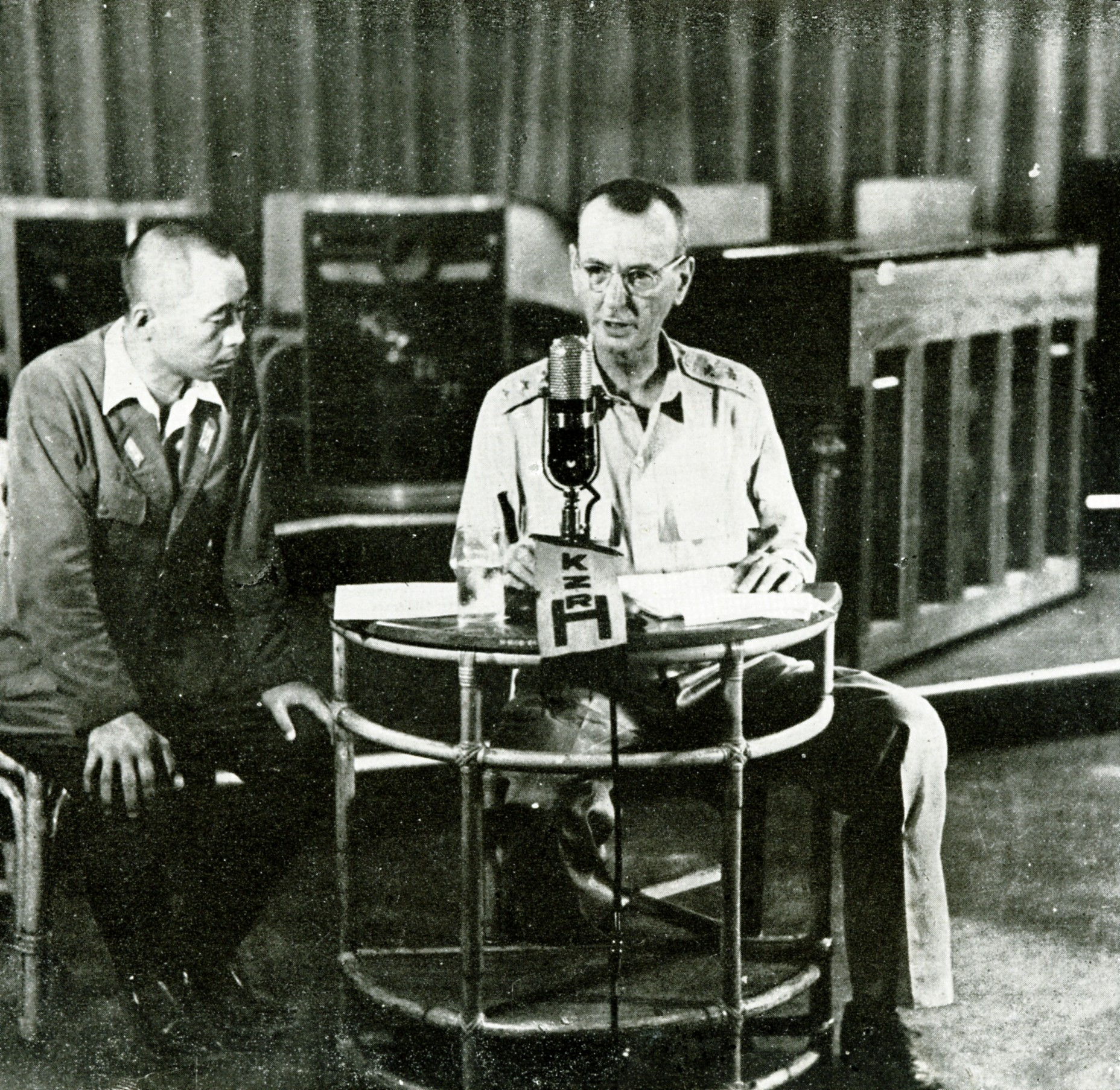
Wainwright le 1943 alors qu'il était prisonnier de guerre

Après le départ précipité de MacArthur en Australie au mois de mars, Wainwright hérita du poste vulnérable de commandant des forces alliées des Philippines. Le 9 avril 1942, 70 000 hommes capitulèrent à Bataan. Wainwright fut promu lieutenant-général mais le 5 mai, les Japonais attaquèrent Corregidor. Le 6 mai, Wainwright décida de capituler afin de limiter les pertes alliées, après s'être déchargé du commandement de « toutes les Philippines » de manière à ne pas obliger les troupes du général Sharp ayant encore la capacité de combattre (au sud de l'archipel, notamment) à se rendre. Les Japonais ont refusé cette condition et ont menacé de s'en prendre aux Américains de Corregidor si Wainwright n'obtenait pas la capitulation générale des troupes américaines des Philippines. Ayant peur que ses troupes soient massacrées, Wainwright a fait parvenir des messages au général Sharp, par la radio aux mains japonaises, revenant sur sa délégation de pouvoir et lui demandant de se rendre, tout en envoyant un de ses adjoints, le colonel Traywick, en émissaire auprès de Sharp, à la demande des Japonais. Nombreux sont ceux qui ont pensé que ce n'était pas Wainwright qui parlait à la radio ou qu'il avait été contraint. Certains officiers ne comprenaient pas qu'il fallait signer la reddition de troupes invaincues et libres. Ainsi du colonel Horan, qui organisait des troupes de guérilla, du général Chynoweth ou du colonel Albert Christie sur l'île de Panay. En général, ces officiers ont laissé ceux qui le voulaient partir combattre dans la montagne et ont suivi les ordres de reddition. Le 9 juin, l'ensemble des forces alliées des Philippines s'était rendu.
Les soldats et les officiers furent envoyés dans divers camps de prisonniers. Wainwright fut détenu au nord de Luçon, à Taïwan (Formose) et en Mandchourie jusqu'à sa libération en août 1945 par les troupes soviétiques. Il fut le prisonnier américain le plus haut gradé de toute la guerre. Malgré son rang, il fut soumis comme les autres prisonniers aux conditions particulièrement difficiles de la captivité.
Le 2 septembre 1945, Wainwright se rendit à bord de l'USS Missouri aux côtés d'Arthur Percival afin d'assister à la signature de l'acte de capitulation des Japonais. Durant la cérémonie, MacArthur lui donna l'un des stylos qu'il avait utilisé pour signer le document. Sa silhouette fine et son visage émacié lui valurent le surnom de Skinny (littéralement « le maigre »), un sobriquet qui remontait à l'époque de West Point mais qui devenait particulièrement frappant à son retour de Mandchourie.
Wainwright retourna aux Philippines afin de recevoir la capitulation du commandant japonais local, le lieutenant-général Tomoyuki Yamashita.

### Distinctions et critiques
Il reçut plus tard une Medal of Honor et fut respecté par tous ceux qui avaient été emprisonnés avec lui. Ses hommes le qualifiaient de général combattant qui n'hésitait pas à aller au front. La décision de capituler à Bataan fut difficile à porter et il y repensa souvent en captivité. Wainwright avait le sentiment d'avoir abandonné sa patrie et sa première question dès sa libération fut de se demander comment il allait être accueilli aux États-Unis. À sa grande surprise, il fut considéré comme un héros même si le général Douglas MacArthur avait été particulièrement critique à son encontre alors qu'il était encore prisonnier.
MacArthur pensait que Wainwright ne devait pas recevoir la Medal of Honor et envoya une missive au chef de l'État-major de l'armée des États-Unis, George C. Marshall. MacArthur remettait en cause les qualités de meneur de Wainwright en le qualifiant de lâche et d'alcoolique. Beaucoup contestèrent cette vision considérée comme cruelle et calomnieuse. Ironiquement, MacArthur fut aussi critiqué pour sa fuite des Philippines et beaucoup pensèrent que la Medal of Honor décernée à MacArthur n'était pas méritée puisqu'il n'avait pas été autant exposé au combat que Wainwright. Ce dernier apprit les commentaires proférés par MacArthur après coup mais ils restèrent bons amis et Wainwright apporta même son soutien au général pour la course présidentielle de 1952.
Le texte accompagnant sa Medal of Honor disait (traduction libre) :
S'est distingué par son commandement intrépide et déterminé contre des forces ennemies nettement supérieures. Au risque de sa vie, au-dessus et au-delà de l'appel du devoir de manière répétée, il fréquenta le front maintenu par ses troupes où sa présence donna l'exemple et la motivation qui rendit possible les courageux efforts de ces hommes. Sa résistance finale sur une Corregidor assiégée, pour laquelle il était responsable de façon significative, inspira l'admiration des alliés de la nation. Elle refléta le grand moral des armes américaines envers et contre tout. Son courage et sa résolution furent absolument nécessaires aux personnes de ce monde aspirant à la paix mais en ce temps grandement oppressées.
Le 5 septembre 1945, peu après la reddition japonaise, il reçut sa 4e étoile de général. En janvier 1946, il fut placé au poste de commandant de la 4e armée à Fort Sam Houston (Texas). Il partit à la retraite en août 1947.
Il est mort en 1953 et fut enterré à la section 1 du cimetière national d'Arlington. Il fait partie des rares personnes inhumées dans la partie inférieure du Memorial Amphitheater.